# King Kong kontra Godzilla
King Kong kontra Godzilla (jap. キングコング対ゴジラ Kingu Kongu tai Gojira) – japoński film typu kaijū w reżyserii Ishirō Hondy z 1962 roku. Trzeci film z serii o Godzilli. Powstał wraz z Sanjūrō: samurajem znikąd, 47 wiernych samurajów, Hōrō-ki, Kawa no hotori de, Yushu heiya i Niebem i piekłem na 30-lecie istnienia Tōhō. Debiut King Konga i Godzilli w filmie kolorowym oraz w obrazie panoramicznym.

## Fabuła

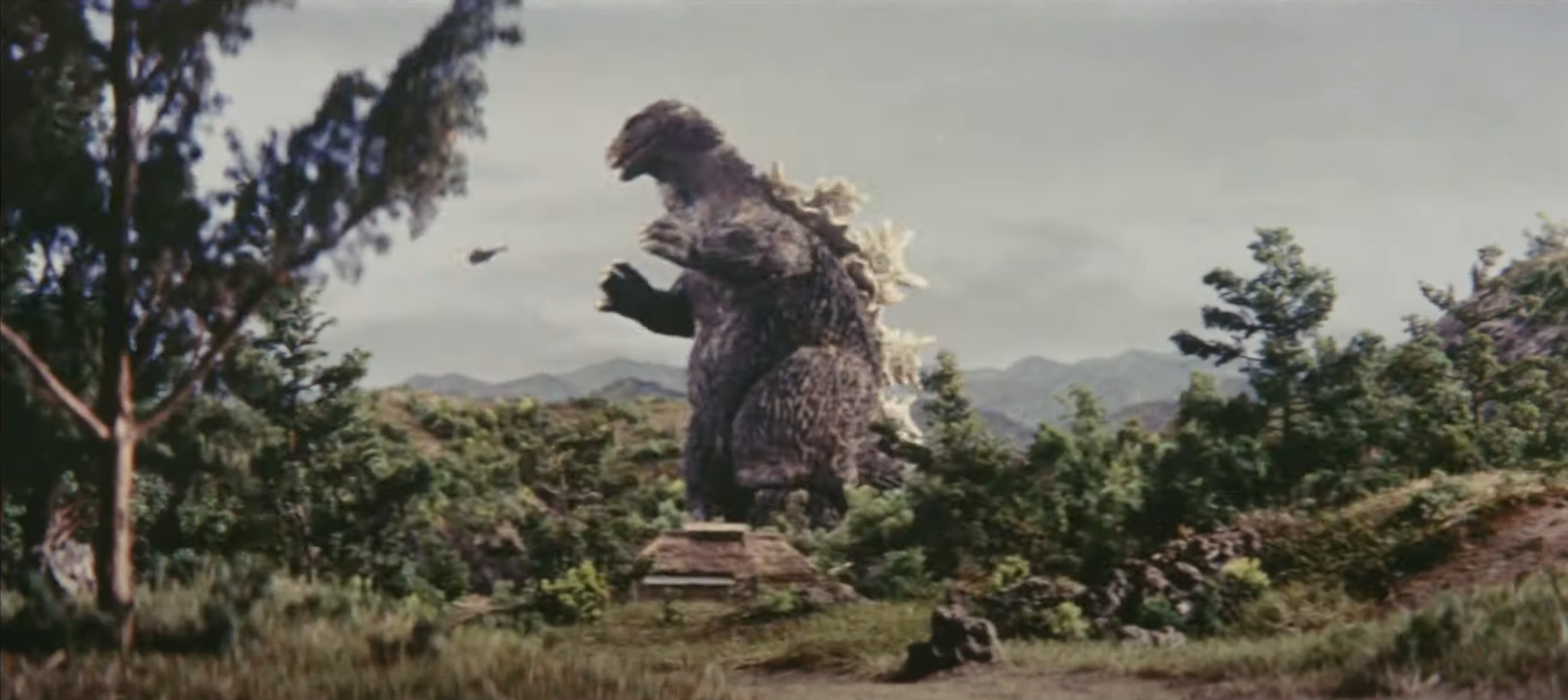
Kadr z fimu.

Pan Tako, szef działu reklamy w Pacific Pharmaceuticals, jest niezadowolony z wyników oglądalności sponsorowanego przez jego firmę programu telewizyjnego. Wkrótce kontaktuje się z doktorem Makioką, który odkrył gatunek czerwonych owoców na wyspie Faro znajdującej się blisko okolic Wysp Salomona. Doktor Makioka sugeruje, że tam znajduje się gigantyczna bestia. Widząc okazję do zwiększenia oglądalności pan Tako, wysyła w tym celu swych pracowników – kamerzystę Osamu i dźwiękowca Kinzaburō. Tymczasem na Oceanie Arktycznym amerykańska atomowa łódź podwodna Seahawk podczas badań rozbija się o lodowiec i wysyła sygnał SOS. Wkrótce łódź podwodną niszczy Godzilla, który tkwił uwięziony w lodzie.
Przed wyjazdem narzeczony Fumiko, siostry Osamu – Kazuo Fujita prezentuje mu lekką i niezwykle wytrzymałą żyłkę mogącą utrzymać ogromny ciężar i zaleca użycie jej w ramach ekspedycji. Gdy Osamu i Kinzaburō badają wyspę Faro, ich i tłumacza atakuje prymitywne plemię tubylców. Jednak po obdarowaniu podarkami tubylcy traktują wszystkich przyjacielsko i ostrzegają o ich bogu.
Na Oceanie Arktycznym Godzilla wydostaje się z lodowca i atakuje pobliską bazę wojskową na Arktyce. W Japonii doktor Shigesawa, rzecznik rządu informuje prasę, że uwolnienie się Godzilli z lodu było do przewidzenia i jest pewien, że instynktownie wróci na Archipelag Japoński. Pan Tako jest wściekły, ponieważ teraz media całą uwagę skupiają na Godzilli, co może zaszkodzić jego materiałowi nt. potwora z Faro.
Na wyspie Faro wioska tubylców zostaje zaatakowana przez gigantyczną ośmiornicę. Chwilę potem rozprawia się z nią ich „bóg”, którym jest wielki goryl nazywany przez tubylców King Kongiem. Zostaje uśpiony sokiem z czerwonych owoców i przetransportowany na tratwie do Japonii. Pan Tako zadowolony z tego, że teraz wszyscy piszą o King Kongu, wpada na pomysł na mecz wrestlingowy pomiędzy nim a Godzillą. Osobiście przybywa na statek transportujący potwora, jednak przybyłe Japońskie Morskie Siły Samoobrony oskarżają go o złamanie procedur i obarczają go odpowiedzialnością za szkody, które może spowodować King Kong.
Fujita wróciwszy do Tokio dowiaduje się od Tamiye, przyjaciółki Fumiko, że ta pojechała do Hokkaido. Fumiko sądziła, że Godzilla zatopił okręt, na którym był Fujita. Godzilla wiedziony instynktem dociera do Hokkaido, co powoduje ewakuację pociągu, w którym jest Fumiko. Zaniepokojony Fujita przybywa furgonetką na miejsce i zabiera Fumiko. Sztab Japońskich Sił Samoobrony dyskutujący nt. powstrzymania Godzilli dostaje informację, że transportowany King Kong się wybudza. Kinzaburō i Osamu nie bacząc na protesty pana Tako wysadzają w powietrze tratwę z King Kongiem, który wyszedł z tego cały i zdrowy.
Podczas tworzenia pułapek przeciw Godzilli dociera informacja o będącym w Japonii King Kongu powodującym zniszczenia. Ten wkrótce napotyka się na Godzillę. Obstawiane są zakłady, który z potworów wygra. Kong przegrywa starcie z Godzillą i oba potwory odchodzą w swe strony. Wieczorem wojsko próbuje zatrzymać Godzillę przy liniach wysokiego napięcia. Tokio jest ewakuowane z powodu zbliżającego się King Konga. Fumiko i Fujita nie są przychylni opuszczenia stolicy w obawie o rozdzielenie się. Wkrótce w stronę Tokio kieruje się Godzilla powstrzymywany przez zaporę elektryczną.
Gdzie indziej King Kong uszkadza zaporę i absorbuje z niej prąd. Wkrótce łapie pociąg, którym ewakuowała się Fumiko i zaciekawiony porywa ją. Gdy zbliża się do gmachu parlamentu, wojsko chce użyć artylerii, jednak jest obawa zabicia Fumiko. Osamu wpada na pomysł, by uśpić King Konga. Potwór zostaje uśpiony za pomocą czerwonych owoców i melodii bębnów z wyspy Faro, a Fumiko jest bezpieczna. Japońskie Siły Samoobrony za namową doktora Ōnukiego decydują się zwabić King Konga do Godzilli, licząc na to że oba potwory pozabijają się w walce.
King Kong zostaje przetransportowany pod górę Fudżi, gdzie toczy walkę z Godzillą. Starcie znowu wygrywa Godzilla do momentu nadejścia burzy. Uderzony piorunem King Kong zyskuje możliwość wyładowań elektrycznych, co wyrównuje jego szanse z Godzillą. Zajadła bitwa kończy się upadkiem obu potworów do oceanu. Z wody wyłania się jedynie King Kong, który odpływa prawdopodobnie w stronę wyspy Faro. Godzilli nie widać, ale wszyscy wierzą, że żyje. Pan Tako i Japońskie Siły Samoobrony decydują się nie ścigać King Konga i pozwalają mu wrócić do swej wyspy.

## Obsada
- Tadao Takashima – Osamu Sakurai
- Yū Fujiki – Kinzaburō Furue
- Ichirō Arishima – pan Tako
- Mie Hama – Fumiko Sakurai
- Kenji Sahara – Kazuo Fujita
- Akihiko Hirata – dr Shigesawa
- Jun Tazaki – dowódca Wschodniej Armii Japońskich Lądowych Sił Samoobrony
- Akiko Wakabayashi – Tamiye
- Sachio Sakai – Ōbayashi
- Someshō Matsumoto – dr Ōnuki
- Senkishi Ōmura – tłumacz Konno
- Yoshio Kosugi – wódz plemienia z wyspy Faro
- Haruo Hirano – Chikiro
- Akemi Negishi – matka Chikiro
- Ikio Sawamura – szaman plemienia z wyspy Faro
- Douglas Fein – dowódca Seahawk
- Harold Conway – naukowiec na pokładzie Seahawk #1
- Osman Yusuf – naukowiec na pokładzie Seahawk #2
- Tatsuo Matsumura – dr Makioka
- Yoshifumi Tajima – kapitan Danishisei Maru
- Shōichi Hirose – King Kong
- Haruo Nakajima
  - Godzilla,
  - członek plemienia z wyspy Faro
- Katsumi Tezuka – Godzilla

## Tło powstania filmu

### Scenariusz
W 1958 roku Willis O’Brien, twórca efektów specjalnych w King Kongu (1933), próbował stworzyć film King Kong Meets Frankenstein, w którym powracał Carl Denham z poprzednich filmów z King Kongiem. Napotyka się na wnuka doktora Frankensteina, który w Afryce tworzy wielkiego potwora z części ciała wielkich zwierząt takich jak słonie i nosorożce. Denham wpada na pomysł zorganizowanie w San Francisco meczu bokserskiego pomiędzy potworem Frankensteina a Kongiem, który przeżył upadek z Empire State Building i przebywał w ukryciu. Ostatecznie oba potwory wymykają się spod kontroli i walczą aż do wspólnego upadku z Golden Gate. O’Brien oprócz zarysu scenariusza stworzył akwarelowe grafiki koncepcyjne, a następnie zwrócił się do RKO General o uzyskanie pozwolenia na wykorzystanie postaci King Konga. W tym czasie O’Brien zmienił tytuł na King Kong vs. Ginko, wierząc, że Universal Pictures ma prawa do imienia „Frankenstein”.

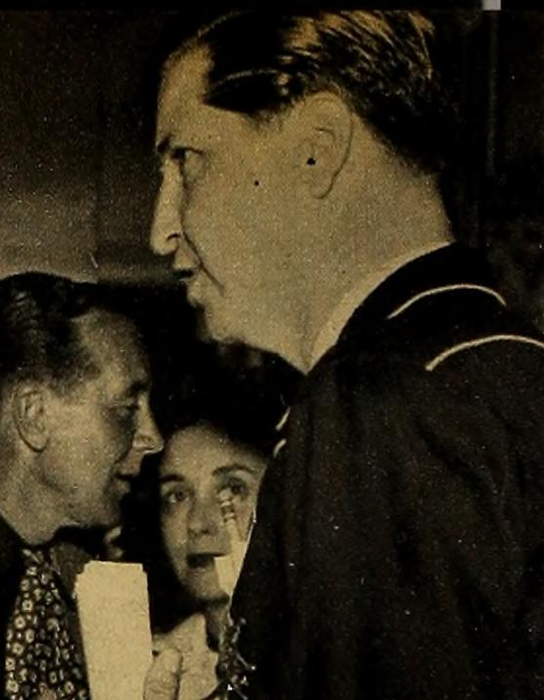
John Beck

Pomysł spotkał się z uznaniem pełnomocnika prawnego RKO General – Daniela O’Shei, który zarekomendował O’Brienowi kontakt z producentem Johnem Beckiem. Ten wraz z scenarzystą z George’em Worthingem Yatesem doszlifował skrypt O’Briena i przemianował na King Kong and Prometheus, którego produkcję ogłosił w 1960 roku na łamach tygodnika „Variety”. W tej wersji scenariusza, datowanej na 1961 rok, odpowiednik potwora Frankensteina nazywa się Prometheus V i zostaje stworzony przez Kurta Frankensteina celem zmniejszenia prac robotniczych wykonanych przez ludzi. Prometheus V po zabiciu stwórcy ucieka do San Francisco, gdzie toczy walkę z King Kongiem w Candlestick Park i ma być kontrolowany przez urządzenie zdalne. Jednak nie mogąc znaleźć potencjalnych wytwórni, Beck bez wiedzy O’Briena zwrócił się do japońskiej wytwórni Tōhō, która od 1954 roku chciała stworzyć własny film z King Kongiem i wykupiła od RKO General licencję do postaci. Studio zachęcone sukcesem finansowym Mothry (1961) planowało też przywrócić Godzillę na duży ekran, więc Shinichi Sekizawa przepisał skrypt i zmienił Frankensteina na Godzillę.
W japońskim scenariuszu porzucono pomysł schwytania i publicznego pokazu Godzilli i zamiast tego potwór udał się do cywilizacji z własnej woli. Także zamiast przypadkowego uwolnienia potworów i ich późniejszej konfrontacji, rząd celowo postawił na siebie potwory w nadziei, że Kong zabije Godzillę. W pierwszej wersji scenariusza Sekizawy wynik walki nie został napisany. Według niektórych źródeł brak jednoznacznej wygranej to wynik powtarzających się dyskusji między japońskimi i amerykańskimi urzędnikami, aby nie dopuścić do przegranej przedstawiciela własnego kraju.
Beck nie informował w żaden sposób O’Briena o rozwoju projektu, mimo telefonicznych zapewnień. Nie został także wymieniony jako pomysłodawca projektu. Także O’Brien był zajęty nad efektami specjalnymi do filmu Ten szalony, szalony świat (1963) i stracił kontakt z Beckiem. Don Shay w magazynie Cinefex opisał: „Beck, który nie kontaktował się z Obiem od wielu miesięcy, był w Toho Studios w Tokio, dokonując ostatnich szlifów w sprawie King Kong vs. Godzilla, szybkiego filmu w którym King Kong jest groteskowo grany przez człowieka w małpim kostiumie. Obie był załamany. Cały czas, wysiłek i wydatki na rozwój jego historii spełzły na niczym”. O’Brien próbował pozwać Becka, ale nie miał na to pieniędzy i 8 listopada 1962 zmarł w swoim domu w Los Angeles w wieku 76 lat. Jego żona, Darlyne, podawała później „frustrację z powodu transakcji King Kong vs. Frankenstein” jako przyczynę jego śmierci.

### Preprodukcja
Według asystenta reżysera filmu Ishirō Hondy – Kōjiego Kajity, RKO General zażądało 80 milionów jenów za pięć lat używania postaci King Konga w umowie z Tōhō. Jeden z kamerzystów efektów specjalnych Teisho Arikawa powiedział o produkcji: „Wszyscy pracownicy byli bardzo szczęśliwi, że mogliśmy zrobić film z Godzillą po raz pierwszy od dłuższego czasu”. Reżyser efektów specjalnych Eiji Tsuburaya, będący ogromnym fanem King Konga, usłyszawszy o jego udziale w filmie opóźnił pracę nad filmem fantasy Kaguyahime będącą ekranizacją Opowieści o zbieraczu bambusu. W wywiadzie dla Mainichi Shimbun wyjawił, że praca nad filmem dla niego była dość emocjonalna, gdyż King Kong był dla niego impulsem do zostania specem od efektów specjalnych.
Tōhō uznało, że film jest idealny na świętowanie 30-lecia istnienia wytwórni w branży. Zdecydowano się na łagodniejszy ton w stosunku do poprzedników celem zwiększenia publiczności. Ishirō Honda chciał też uczynić z filmu satyrę na japońską telewizję. W kwietniu 1962 roku, stacje telewizyjne i ich sponsorzy zaczęli tworzyć agresywne programy i kampanie reklamowe, by przyciągnąć uwagę widzów po tym, jak dwóch starszych widzów zmarło w domu, oglądając brutalny mecz wrestlingu w telewizji. Wojna o podniesienie wyników oglądalności między stacjami i banalne programy, które nastąpiły po tym wydarzeniu, wywołały powszechną debatę nad tym, jak telewizja mogłaby wpłynąć na kulturę japońską, a dziennikarz Sōichi Ōya twierdził, że telewizja tworzyła „naród 100 milionów idiotów”.
Honda oświadczył: „Ludzie przykładali uwagę do wskaźników oglądalności, ale mój własny ogląd programów telewizyjnych polega na tym, że nie traktują widza poważnie i przyjmowali publiczność za pewnik... więc postanowiłem pokazać to poprzez mój film. Powód dla którego pokazałem bitwę potworów przez pryzmat wojny o wyniki oglądalności było zobrazowaniem ówczesnej rzeczywistości”. Honda zobrazował to poprzez firmę farmaceutyczną sponsorującą program telewizyjny i przechodzącą do skrajności, by uzyskać najwyższe wyniki oglądalności, przechwytując gigantycznego potwora stwierdzając: „Wszystko, co firma farmaceutyczna musiałaby zrobić, to produkować dobre leki, które znasz. Ale firmy tak nie myślą. Sądzą, że wyprzedzą swoich konkurentów, jeśli użyją potwora do promocji swojego produktu”. Honda chętnie współpracował z Shinichim Sekizawą celem wplecenia satyry. Sekizawa w tamtym czasie pracował nad piosenkami pop i programami telewizyjnymi, więc znał środowisko telewizji od środka.
Eiji Tsuburaya zdecydował się na pokierowanie Godzilli w lżejszy kierunek, celem poszerzenia grona odbiorców, głównie dzieci. To podejście nie było faworyzowane przez większość ekipy od efektów specjalnych, którzy „nie mogli uwierzyć” w niektóre rzeczy, o które prosił ich Tsuburaya, na przykład potwory przerzucające głaz w tę i z powrotem. Fanem tego podejścia nie był również Ishirō Honda, będący zdania, że potwór nie powinien być kiedykolwiek komiczną postacią. W jednym wywiadzie powiedział, że „publiczność jest bardziej rozrywkowa, gdy wielki King Kong wzbudza strach w sercach małych postaci”.
Tsuburaya rozważał użycie animacji poklatkowej zamiast aktorów w kostiumach i makiet, jednak na przeszkodzie stały wysokie koszty. Jednakowo w gotowym filmie pojawiło się kilka krótkich sekwencji poklatkowych wykonanych przez Kōichiego Takano.

### Casting
W rolach głównych obsadzono popularnego aktora i komika Tadao Takashimę i aktora komediowego Yū Fujikiego. Po tym filmie obaj aktorzy często razem występowali w filmach, głównie komediach o białych kołnierzykach. W roli pana Tako wystąpił popularny komik Ichirō Arishima. Honda wybrał aktorów „z tego typu osobowościami”, jednak prosząc ich, by nie grali tego jako komedii. Zamiast tego zezwolił swojej obsadzie znaleźć humor w absurdzie tego wszystkiego. „Zamiast zwykłej komedii, chodziło mi o to, że w dziale reklamowym był jeden facet. Starał się wykonywać najlepszą pracę, jaką mógł, ale z powodu zamówień firmy wszystko, co próbował zrobić, stało się żartem. Taką satyrę chciałem… Sama osoba jest poważna, ale im bardziej się stara, tym jest śmieszniej”.

### Zdjęcia

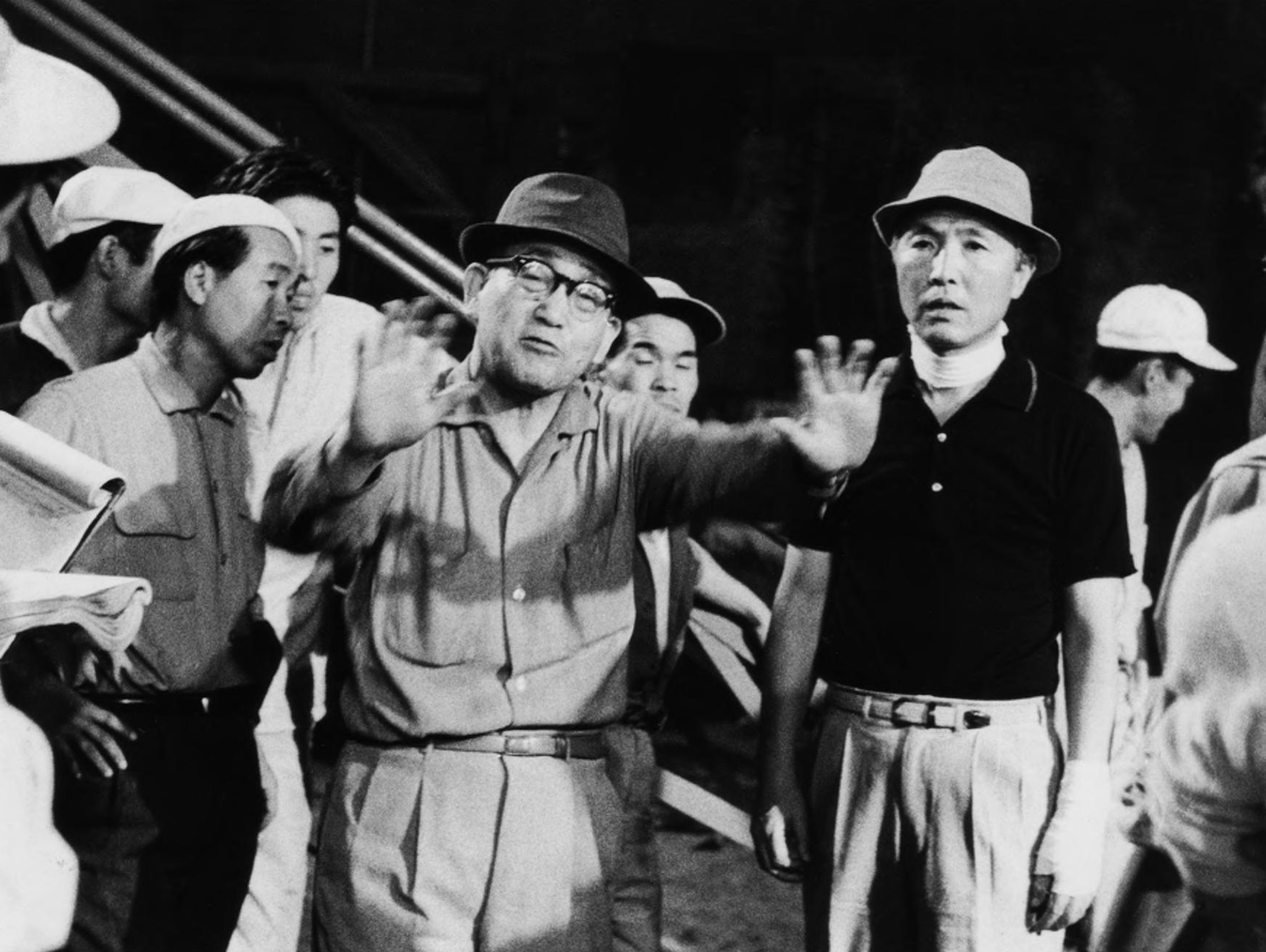
Ishirō Honda i Eiji Tsuburaya podczas kręcenia scen na wyspie Faro.

Planowano nakręcić film w Sri Lance, jednak zrezygnowano gdy znaczna część budżetu poszła na zakup licencji do wykorzystania King Konga, więc nakręcono na wyspie Izu Ōshima. Podczas kręcenia sceny, w której stosowano gaz łatwopalny przeciw Godzilli, reżyser Ishirō Honda przypadkowo zsunął się ze zbocza o 30 metrów i został ranny. Scena, w której Kenji Sahara prowadził jeepa, została wyreżyserowana przez Kōjiego Kajitę. Od tego czasu Honda uczestniczył w kręceniu w drugiej połowie z bandażami.
Sceny interakcji żołnierzy Japońskich Sił Samoobrony z King Kongiem wykonała się firma P Productions zlecona na zamówienie Tsuburayi.

### Efekty specjalne
Haruo Nakajima i Shōichi Hirose wcielający się w tytułowe potwory dostali wolną rękę od Eijiego Tsuburayi ws. choreografii walk potworów; obaj studiowali walki popularnego wówczas wrestlera Toyonoboriego. Tsuburaya nakazał Hirose udać do zoo, żeby studiować zachowanie goryli celem lepszego odegrania roli King Konga. W późniejszych latach Hirose przyznał się, że nigdy nie poszedł do zoo i skłamał Tsuburayi, że podczas wizyty wyniósł duże doświadczenie.
Nowy kostium Godzilli autorstwa Teizō Toshimitsu nabrał bardziej gadziego / dinozaurzego wyglądu. Oprócz kostiumu wykonano także metrowy model i małą kukiełkę. Zaprojektowano także marionetkę z urządzeniem do rozpylania płynnej mgły symulującej termonuklearny oddech Godzilli. Zbudowano także osobną makietę ogona Godzilli specjalnie do ujęć z bliska. Jest to pierwszy film, od którego termonuklearny oddech Godzilli tworzono poprzez animację na taśmie filmowej nadając mu niebieskiego koloru.
Z kolei do kostiumu King Konga wykonano kilka wstępnych modeli, które nie spodobały się Tsuburayi. Ostatecznie Tsuburaya zaakceptował projekt braci Yagi. Utworzono również dwie osobne maski, zaprojektowane przez Teizō Toshimitsu, i dwie osobne pary ramion. Ponieważ RKO General poinstruował, że twarz Konga musi różnić się od projektu oryginału, Toshimitsu oparł twarz Konga na makaku japońskim aniżeli na gorylu. Jedna para ramion była wydłużona i obsługiwana przez kijki wewnątrz kostiumu do upodobnienia gorylowej sylwetki, podczas gdy druga para miała normalną długość z rękawiczkami i była używane w scenach, w których King Kong chwytał przedmioty i bił się z Godzillą. Celem ukrycia zamka błyskawicznego zaszyto go, powodując przebywanie Hirose w kostiumie przez długi czas i spowodowanie u niego dyskomfortu. W wywiadach wspominał: „Pot lał się ze mnie i dostawał się nawet do oczu. Po wyjściu byłem cały blady” . Oprócz kostiumu zbudowano również metrowy model i marionetkę używaną do zbliżeń. Również został zbudowany wielki rekwizyt ręki King Konga do sceny, w której chwyta Fumiko. Potem w 1966 roku za pomocą zmodyfikowanego kostiumu King Konga została przedstawiona zmutowana małpa Goro pojawiająca się w serialu Ultra Q.
Scenę z Ōdako, gigantyczną ośmiornicą walczącą z King Kongiem na wyspie Faro, Sekizawa umieścił w trakcie kręcenia filmu bez wiedzy ekipy odpowiedzialnej za efekty specjalne. Jednak Eiji Tsuburaya polubił ten pomysł, jako że od 1952 roku chciał stworzyć monster movie z gigantyczną ośmiornicą i tym samym mógł spełnić ten zamiar.  Została zagrana przez cztery żywe ośmiornice, którą jedną z nich zjadł potem Tsuburaya.
Głos King Konga stworzyli projektanci dźwięku, Hisashi Shimonaga i Sadamasa Nishimoto, wykorzystując efekt dźwiękowy grzmotu i nakładając na niego warczenie lwa i ryk słonia.

### Muzyka
Akira Ifukube szybko zgodził się na propozycję skomponowania muzyki do filmu, czyniąc tym samym szóstą współpracę z Hondą. Ifukube dobrze wspominał pracę z Hondą, która dawał mu całkowitą swobodę artystycznąː

Ogólnie rzecz biorąc, nasze stosunki były bardzo dobre. Pan Honda był naprawdę dżentelmenem. (...) Zawsze mi powtarzał: „Panie Ifukube, jestem kompletnym ignorantem w kwestii muzyki, więc dam panu całkowitą swobodę w tej kwestii”. Ale prawdę mówiąc, pan Honda miał dużą wiedzę na temat muzyki. Bardzo podobały mu się sesje nagraniowe do ścieżki dźwiękowej. Wszyscy pozostali reżyserzy ograniczali się do kabiny nagraniowej, ale pan Honda podszedł do mnie, słuchając i obserwując. Szczególnie pamiętam, kiedy nagrywając muzykę taneczną do King Konga kontra Godzilli, powiedziałem mu: „Panie Honda, dodam tutaj znacznie więcej instrumentów perkusyjnych. Ale pan Honda odpowiedział: „Nie, to nie jest konieczne. Jest doskonały”. Wiedział bardzo dobrze. Rozmawialiśmy przez cały czas. Pan Honda był bardzo poważny i serdeczny, to była jego osobowość.

Pomimo satyrycznego i komediowego tonu filmu, Akira Ifukube był zdeterminowany, by zamiast „głupiej” muzyki stworzyć ją z taką samą powagą, jak każde inne zlecenie filmowe. By nadać autentyzmu pieśniom mieszkańców wyspy Faro, Ifukube studiował języki tubylcze Wysp Salomona.

## Wersja amerykańska

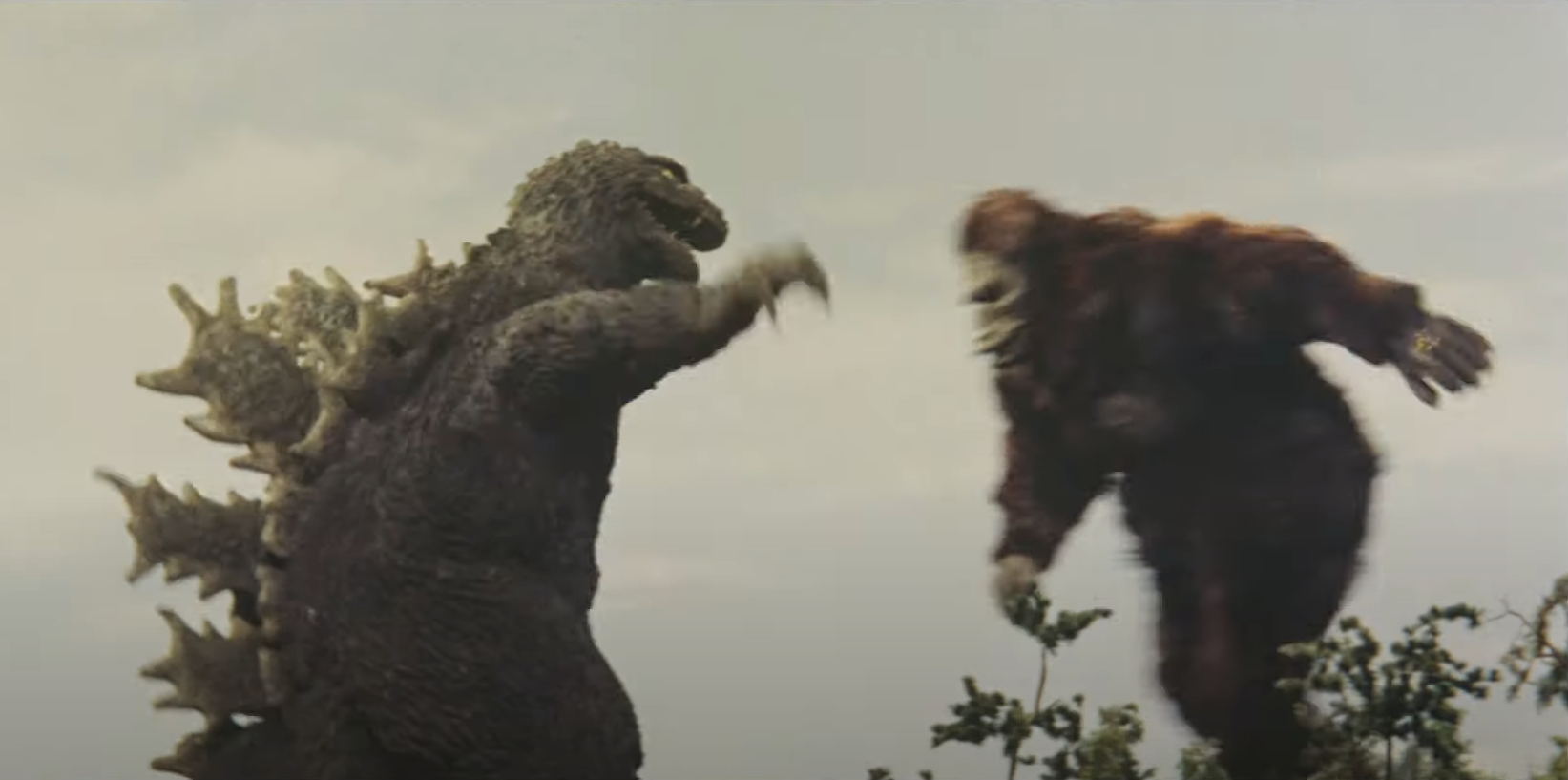
Kadr z amerykańskiego zwiastuna

John Beck dostał od Tōhō wyłączne prawo do produkcji wersji filmu na rynek nie-azjatycki. Jeszcze przed rozpoczęciem zdjęć był w stanie pozyskać dystrybutorów w postaci Warner Bros. i Universal-International. Beck, w towarzystwie dwóch przedstawicieli Warner Bros., udał się na prywatną projekcję filmu w Tōhō przed japońską premierą.
John Beck zlecił dwóm hollywoodzkim scenarzystom, Paulowi Masonowi i Bruce’owi Howardowi napisanie nowego scenariusza. Po konsultacji z Beckiem, scenarzyści współpracowali z montażystą Peterem Zinnerem, by zmontować film od nowa. Nowe sceny, nakręcone przez Thomasa Montgomery’ego, nakręcono w ciągu trzech dni. Beck sprzedał amerykańską wersję Universal-International, która premierę miała w 1963 roku. Dubbing do istniejących scen wykonało studio Ryder Sound Services, Inc. w ciągu trzech dni.
Tak jak dwa poprzednie filmy z Godzillą, film silnie zmieniono na rynek amerykański. W tej wersji fabuła opiera przede wszystkim na telewizyjnym serwisie informacyjnym prowadzonym przez korespondenta ONZ Erica Cartera oraz jego rozmów z Yataką Omurą, japońskim dziennikarzem i doktorem Johnsonem, pełniącym rolę eksperta w walce z potworami. Oryginalną fabułę zmarginalizowano i wycięto z niej sporo scen. Zmieniono charakter doktora Shigesawy, oryginalnie o pokojowym nastawieniu, tu zwolennika użycia broni jądrowej w walce z potworami. Wątek amerykańskiej łodzi podwodnej uzupełniono o jej powiązanie z ONZ, a jej dowódca dostał nazwisko Roberts. Muzyka Ifukube została zastąpiona muzyką z amerykańskich filmów science-fiction z lat 50. Film w wersji japońskiej miał konwencję komediową, natomiast w amerykańskiej zdecydowano na poważniejszy ton. W tej wersji zmieniono genezę potworów; oryginalnie przebywanie Godzilli w lodowcu wynikało z zakończenia Godzilla kontratakuje (1955), tutaj był zamrożony przez miliony lat i żył w tym samym czasie co King Kong. W oryginale King Kong był słabszy od Godzilli, tak tu jest tak samo silny. W filmie wykorzystano ujęcia z The Mysterians (1957), m.in. wykorzystując sceny ze stacją kosmiczną Mysterian „grającą” międzynarodowego satelitę komunikacyjnego. Wersja amerykańska jest powszechnie znienawidzona przez fanów za usunięcie oryginalnej muzyki, zmiany w fabule, nieprzystającą do filmu powagę oraz obniżoną jakość w stosunku do wersji japońskiej.

### Obsada
- Michael Keith – Eric Carter
- Harry Holcombe – dr Arnold Johnson
- James Yagi – Yataka Omura
- Tadao Takashima – Sakurai
- Kenji Sahara – Fujita
- Ichirō Arishima – pan Tako
- Mie Hama – Fumiko
- Yū Fujiki – Farue
- Akihiko Hirata – minister obrony dr Kenji Shigezawa
- Jun Tazaki – gen. Masami Shinzo
- Les Tremayne –
  - gen. Masami Shinzo (głos),
  - kmdr Roberts (głos),
  - Narrator (głos)
- Akiko Wakabayashi – Tamiye
- Byron Morrow – Rodrigo Infanta
- Sachio Sakai – podwładny pana Tako
- Someshō Matsumoto – naukowiec
- Senkishi Ōmura – tłumacz Konno
- Yoshio Kosugi – wódz plemienia z wyspy Faro
- Haruo Hirano – Chikiro
- Akemi Negishi – matka Chikiro
- Ikio Sawamura – szaman plemienia z wyspy Faro
- Douglas Fein – kmdr Roberts
- Harold Conway – korespondent ONZ na pokładzie Seahawk #1
- Osman Yusuf – korespondent ONZ na pokładzie Seahawk #2
- Tatsuo Matsumura – Akira Markino
- Paul Mason – różne role (głos)
- Bruce Howard – różne role (głos)
- Shōichi Hirose – King Kong
- Haruo Nakajima
  - Godzilla,
  - członek plemienia z wyspy Faro
- Katsumi Tezuka – Godzilla

### Mit podwójnego zakończenia
W 1963 roku Forrest J Ackerman w artykule na łamach miesięcznika Spacemen błędnie podał informację, wedle której w wersji japońskiej wygrywa Godzilla, a w amerykańskiej King Kong. Dezinformacja została rozpowszechniona za sprawą książki Godzilla (1977) Iana Thorne’a, będącej pierwszą anglojęzyczną publikacją poświęconą w całości Godzilli. W rzeczywistości w obu wersjach wygrywa King Kong. W tamtym czasie King Kong był dużo bardziej popularny w Japonii niż Godzilla, który nadal był postacią negatywną. Plotka może mieć źródło w tym, że w wersji amerykańskiej King Kong jest tak samo silny jak Godzilla (gdy w wersji japońskiej jest od niego słabszy), zaś na końcu słychać ryk King Konga, gdy w wersji japońskiej były głosy obu potworów.

## Odbiór filmu

### Premiera
Japońska premiera odbyła się 11 sierpnia 1962 roku w podwójnym pokazie z Watashi to watashi, który później zastąpiono filmem animowanym Otogi no Sekai Ryokō. W ramach bloku filmowego dla dzieci Toho Champion Festival film wznowiono w japońskich kinach dwukrotnie – wpierw w 1970 roku, a następnie w 1977 roku z powodu japońskiej premiery remake’u King Konga (1976). Film doczekał się dwóch następnych wznowień – 1979 roku w potrójnym pokazie z Inwazją potworów (1968) i Terrorem Mechagodzilli (1974) ramach festiwalu Gojira Eiga Zenshu oraz 1983 roku w ramach festiwalu Gojira no Fukkatsu. Aby uczcić 50. rocznicę filmu, Bay Area Film Events pokazało film w BAL Theatre w San Leandro 16 czerwca 2012 roku w podwójny pokazie z Wielką bitwą potworów (2001).
Amerykańska premiera filmu, w wersji opracowanej przez Becka, odbyła się 26 czerwca 1963 roku w Nowym Jorku. Film w wersji Becka wyszedł w Wielkiej Brytanii, Włoszech, RFN i Francji.
King Kong kontra Godzilla miał premierę w Polsce w październiku 2007 roku na DVD wydanym przez Media Service. Była to oryginalna japońska wersja.

### Wyniki kasowe
Film przy koszcie 150 mln jenów zarobił 325 mln jenów. Był czwartym najbardziej dochodowym filmem w japońskich kinach w 1962 roku oraz w tamtym czasie obok Meiji tennō to Nichiro daisensō z 1957 roku najbardziej kasowym japońskim filmem.
W czasie premiery sprzedano 11,2 milionów biletów, czyniąc go do tej pory najbardziej dochodowym filmem z Godzillą z całej serii. Dzięki obu wznowieniom w ramach Toho Champion Festival film dodatkowo zarobił 105 mln jenów przy sprzedanych 1,35 mln biletach.
Wersja Becka filmu również w Stanach Zjednoczonych stała się hitem w okresie wakacyjnym dla Universal-International zarabiając 1,25 mln dolarów.

### Krytyka
Film zebrał pozytywne opinie. James Powers z „The Hollywood Reporter” określił jako zabawny film z typowymi zagraniami dla gatunku i chwalił skrupulatność technikaliów. Blake Meadowcroft z „The Suburban Times” wyraził uwielbienie dla filmu, jednocześnie zastrzegając, że jest głupi i w doznaniach jest podobny do wrestlingu. Film spotkał się z generalnie pozytywnym odbiorem wśród fanów Godzilli. Kostium Godzilli z tego filmu stał się jednym z bardziej popularnych wśród fanów. Na jego podstawie powstał model Godzilli firmy Aurora Plastics Corporation i kostium Godzilli z Powrotu Godzilli (1999). Popularność filmu sprawiła, że firma Ideal Toys wydawał dwie gry planszowe, każda poświęcona osobnemu potworowi.
Z kolei Merian C. Cooper, reżyser i pomysłodawca King Konga wyraził wściekłość z powodu projektu i faktem King Konga przedstawionego przez suitmation. Uważał działania RKO General za złamanie jego praw autorskich i w 1963 roku złożył pozew o zakazanie dystrybucji filmu przeciwko Johnowi Beckowi, a także Tōhō i Universal Pictures, ale pozew został odrzucony, gdyż jak się okazało Cooper nie był jedynym prawnym właścicielem King Konga, jak wcześniej sądził.

## Konserwacja filmu
Film jest znany za jeden z najgorzej zachowanych filmów tokusatsu. W 1970 roku Ishirō Honda przygotował zmontowaną wersję filmu dla bloku filmowego dla dzieci Toho Champion Festival, z której wyciął 24 minuty z oryginalnego 35-milimetrowego negatywu filmu, w wyniku czego utracono najwyższą jakość źródła. Przez lata wszystko, co uważano za pozostające w niezedytowanej wersji z 1962 roku, pochodziło z wyblakłej, mocno zniszczonej taśmy 16-milimetrowej, z której wykonano kopie. W 1985 roku na rynek wideo połączono sceny z 16-milimetrowej kopii i 35-milimetrowej wersji z Toho Champion Festival, co doprowadziło do niespójności w jakości obrazu. W 1991 roku wydało film na Laserdisc z materiał z wyciętymi scenami z oryginalnego negatywu, które mimo lepszej jakości były dalekie od doskonałości. W 2014 roku wydano film na Blu-ray, gdzie skompilowało najlepszej jakości wycięte fragmenty z oryginalnego materiału, fragmenty wydania Laserdisc i wydania Blu-ray wersji amerykańskiej filmu. 14 czerwca 2016 roku na kanale Nihon Eiga Broadcasting wyemitowano film w wersji 4K z kompletnego oryginalnego 35-milimetrowego negatywu.

## Kontynuacje i remake’i
Tōhō widząc gigantyczny sukces filmu planowało zrobić kontynuację. W niej King Kong miał znaleźć się w Afryce, gdzie opiekował niemowlęciem będącym jedynym ocalałym katastrofy lotniczej, a nieprzytomny Godzilla znaleziony u brzegu oceanu był celem dwóch konkurujących ze sobą firm lunaparskich, by umieścić go w swych parkach rozrywki. Niemowlę zostaje przez ekipę ratowniczą zawiezione do Japonii, gdzie dociera za nim King Kong. Godzilla zostaje umyślnie zbudzony za pomocą elektryczności, by pokonał King Konga i oba potwory toczą walkę przy wulkanie Aso. Film miał się zakończyć remisem potworów. Ostatecznie z planów kontynuacji zrezygnowano.
Tōhō chciało również stworzyć własną serię filmów z udziałem King Konga, lecz ich plany zablokowało RKO General. Jedynie z tej koncepcji wyszła oparta na kreskówce The King Kong Show Ucieczka King Konga (1967), która nie była jednak sequelem do King Konga kontra Godzilli.
Następnym filmem z Godzillą miał być Furankenshutain tai Gojira (jap. フランケンシュタイン対ゴジラ; pol. Frankenstein kontra Godzilla). Wg scenariusza Takeshiego Kimury dr James Bowen podczas badań efektów radiacji po zbombardowaniu Hiroszimy napotyka na jej ulicach młodego, zdziczałego chłopca. Odkrywa, że jest on potworem Frankensteina, który zregenerował się ze swego serca zmutowanego przez bombę atomową. Chłopiec zaczyna gwałtownie rosnąć żywiąc się zwierzętami. Japońskie Siły Samoobrony w obawie, że potwór zechce żywić się ludzkim mięsem, więc oswabadzają Godzillę z lodowcu na morzu Beringa i zwabić go do Japonii i zabić potwora. Tōhō uznało pomysł za bezsensowny i zdecydowała, by Mothra z filmu Mothra (1961) była przeciwnikiem Godzilli w następnym filmie. Tym samym otworzono furtkę do idei ścierania Godzilli z potworami z innych filmów Tōhō. Z kolei Furankenshutain tai Gojira przekształcono w Frankenstein Conquers the World (1965).
W latach 1992 roku Tōhō planowało zrobić na 60-lecie istnienia firmy remake filmu pt. Gojira tai Kingu Kongu (jap. ゴジラVSキングコング; pol. Godzilla kontra King Kong). Według Shinijego Nishikawy King Kong miał zakochać się w uczonej, która widziała w nim jedynie królika doświadczalnego i miała przerobić go na cyborga. Do produkcji filmu nie doszło, ponieważ prawa autorskie do King Konga były niedostępne z powodu batalii prawnej pomiędzy Universal Pictures i Turner Entertainment o prawo do własności King Konga.
W 2015 roku Legendary Pictures ogłosiło stworzenie filmu Godzilla vs. Kong będącego kontynuacją filmów Kong: Wyspa Czaszki (2017) i Godzilla II: Król potworów (2019). Premiera odbyła się 24 marca 2021 roku. W marcu 2022 roku rozpoczęła się produkcja kontynuacji filmu pt. Godzilla i Kong: Nowe imperium, który miał premierę 25 marca 2024 roku. Po tym filmie powstaje kolejna kontynuacja Godzilla x Kong: Supernova zaplanowana na 26 marca 2027 roku.

## Odniesienia w kulturze popularnej
- Za sprawą wyjętych z kontekstu słów Yū Fujikiego w komentarzu DVD powstała miejska legenda, według której Akira Kurosawa chciał nakręcić film o Godzilli, jednak zarząd Tōhō nie zgodził się z uwagi na możliwe wysokie koszty[101].
- Graficy Piratów z Karaibów: Skrzyni umarlaka (2006) pracujący przy Davy’m Jonesie za materiał referencyjny wzięli Ōdako z tego filmu[102].
- Do pojedynku King Konga z Ōdako nawiązano w Kong: Wyspa Czaszki (2017)[103].
- W filmie Uliczny wojownik (1994) gdy japońskojęzycznej jednostce A.N. udaje się wykorzystać zabezpieczenia bazy M. Bisona za pośrednictwem zdalnej konsoli, kamera bezpieczeństwa pokazuje walkę E. Hondy z Zangiefem w otoczeniu makiety miasta, podczas gdy słychać podłożone pod nich ryki Godzilli i King Konga[104].
- Godzilla i King Kong z tego filmu zostali sparodiowani w reklamie środku przeciwjaszczurzego Ridsect z 2010 roku[105].
- Godzilla i King Kong pojawili się w reklamie peruwiańskiej sieci fast-food Bembos z 2008 roku[106].
- W 84. numerze Superman’s Pal, Jimmy Olsen (kwiecień 1965) głównymi antagonistami są dwa gigantyczne potwory: inspirowany King Kongiem Titano i inspirowany Godzillą „ognisty smok”[107].
- W historii „Wasteland”, opublikowanej w 5. numerze magazynu komiksowego Aliens Worlds (grudzień 1983), kurujący się w szpitalu Styles prosi pielęgniarkę Brast o zmianę kanału na szpitalnym telewizorze. Brast spełnia jego prośbę i przełącza na stację, na której leci King Kong kontra Godzilla[108].
- W finale dwuczęściowego odcinka Kapitana Bomby pt. „Planeta KU+AS” robot, będący parodią Godzilli, sterowany przez Sułtana kosmitów toczy walkę z podmorskim gorylem nazwanym King Kongiem[109].
- Główni bohaterowie komiksu Arta Baltazara Gorilla Gorilla – goryl Gorilla i jaszczur Lizard są inspirowani King Kongiem i Godzillą[110].
- Film został zacytowany w piosence Guerillas in tha Mist amerykańskiej grupy hip-hopowej Da Lench Mob[111].
- Reklama Czwórek firmy Milton Bradley z 1996 roku przedstawiała rozgrywkę potworów wyglądających jak Godzilla i King Kong[112].
- W odcinku Simpsonów, „Wedding for Disaster” Maggie wyobraziła kłócących się Marge i Homera jako Godzillę i King Konga[113]. Z kolei okładka 61. numeru Simpsons Comics Presents Bart Simpson (lipiec 2011) przedstawia Barta nagrywającego na kamerze walkę Maggie w dinozaurzym kostiumie i Jednobrewego w małpim kostiumie w tekturowym mieście[114].
- W skeczu Robot Chicken, „King of the Monsters” parodiującym Dzień próby Godzilla będący odpowiednikiem Alonza Harrisa po wypowiedzeniu frazy King Kong ain’t got SHIT on me! zostaje obrzucony przez King Konga odchodami[115].
- W odcinku Skunks Fu, „The Art of Dream Control” Skunks podczas kontroli snu przeobraża się w godzillopodobnego potwora, by pokonać Małpy Ninja uformowane w powiększonego goryla[116].
- W odcinku Transformers: Prime, „Operation: Breakdown” Bulkhead i Miko oglądają film pt. Dino Lizard vs 5-Headed Ape będący nawiązaniem do King Kong kontra Godzilla[117].
- W odcinku Maski, „Broadway Malady” Maska, by pokonać Sir Andrew Wymoczka za sterami mechanicznej małpy, przemienia się w godzillopodobnego potwora[118].
- Film został dwukrotnie odniesiony w Pełzakach. W finale odcinka „Toy Palace”, kiedy Tommy i Chuckie zostają uwięzieni jednej nocy w gigantycznym sklepie zabawkarskim, kulminacją wieczoru staje się „bitwa” między robotami-zabawkami dinozaura Reptara i goryla Thorga[119]. Z kolei w odcinku „Visiting Aunt Miriam” dziadek Lou wraz z dziećmi ogląda film z Reptarem walczącym z gigantyczną małpą[120].
- W odcinku Sanford and Son, „Sanford and Rising Son” Fred chcąc uniknąć pytań Lamonta z powodu wyniku gry w pokera opowiada, że niedawno leciał film, gdzie „córka Godzilli spotyka syna King Konga, a oni zakochują się, biorą ślub i wypijają wodospad Niagara”[121].
- Godzilla i King Kong pojawili się w reklamie fasoli firmy Heinz z 2020 roku[122].
- Rządowy statek Seahawk z odcinka serialu anime Sonic X, „Ido 0 daikessen!” nazywa się tak samo jak łódź podwodna zniszczona przez Godzillę[123].
- W odcinku Okropnych Amerykanów pt. The Kong of Queens dzieci Konga oglądają film, gdzie walczy on z potworem wyglądającym jak Godzilla[124].